# Richard Berger (Maler)

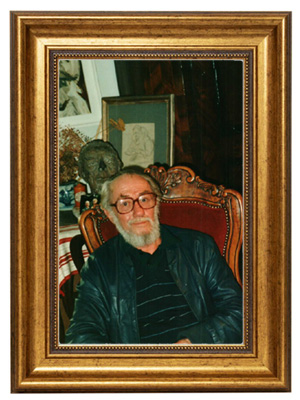
Richard Berger 1992

Richard „Ricardo“ Berger (* 20. Mai 1923 in Regensburg; † 25. Juni 1998 ebenda) war ein deutscher Maler, Holzschneider und Graphiker.

## Leben
Richard Berger wurde als zweites von drei Kindern in Regensburg geboren. Der Vater war gelernter Metzger und hatte sich in der Donaustadt mit einem Metzgereibedarfsgeschäft niedergelassen. Richard Berger trat 1938 als Lehrling in den elterlichen Betrieb ein. Nach der Gesellenprüfung folgten Arbeitsdienst, Kriegseinsatz und Gefangenschaft. Danach kehrte Berger in den Betrieb der Eltern zurück.
Trotz seines bürgerlichen Berufs galt seine große Leidenschaft der Malerei, in der er sich nach Feierabend weitgehend autodidaktisch fortbildete. Ergänzend besuchte er die Abendkurse von Max Wissner. Trotz der regelmäßigen Teilnahme an den einschlägigen Ausstellungen in Regensburg und mehrerer Einzelausstellungen wuchs sein künstlerisches Werk eher im Verborgenen. Richard Berger war ab 1949 bis zu seinem Tod Mitglied im BBK Regensburg.
2023 ehrt ihn die Städtische Galerie Leerer Beutel Regensburg mit einer großen Retrospektive. Zur Ausstellung erscheint ein gedruckter Katalog.

## Werk
Richard Berger hat ein umfangreiches Werk von ca. 1500 Arbeiten hinterlassen. Darin finden sich Holz- und Linolschnitte, Öl- und Acrylbilder, Aquarelle, Zeichnungen, Hinterglasbilder, Collagen usw. Ein Kernkonvolut wird auf der Website des Künstlers gezeigt.

## Ausstellungen
- 1954: Capitol Regensburg (heutiges Velodrom)
- 1988/89: Theatercafe Regensburg
- 1992: Gasthaus „Goldener Löwe“ Kallmünz
- 2023: Galerie im Leeren Beutel Regensburg
- 2023: Bücherei am Haidplatz

## Bilder

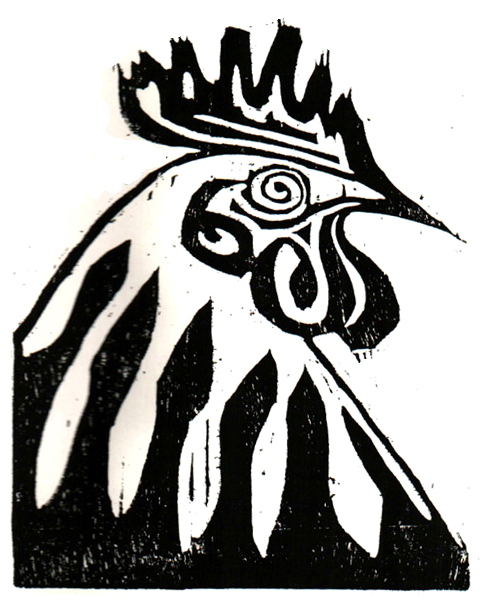
Hahn (Holzschnitt)
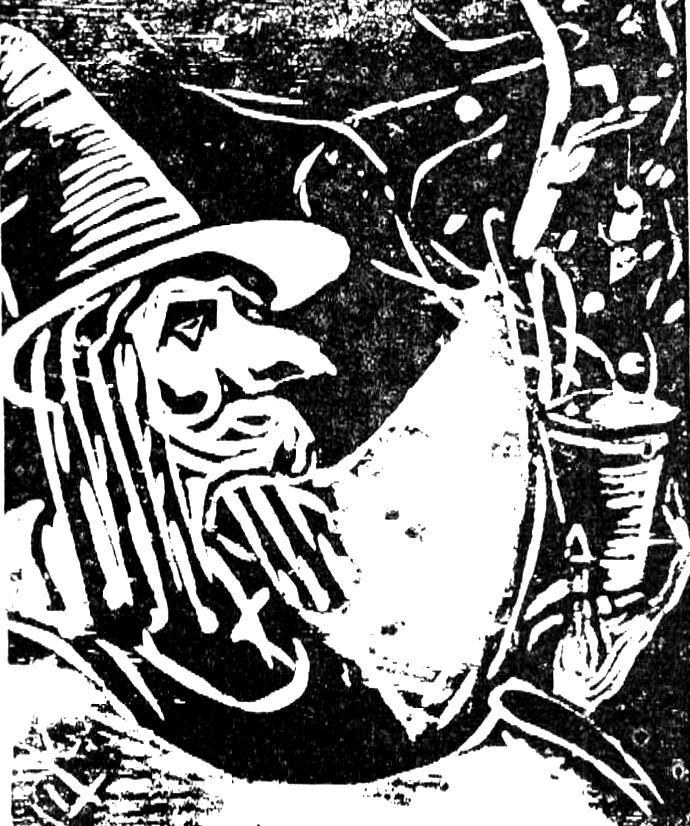
Der Hexer (Holzschnitt 1949)
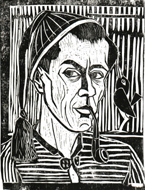
Selbstbildnis (Holzschnitt 1950)
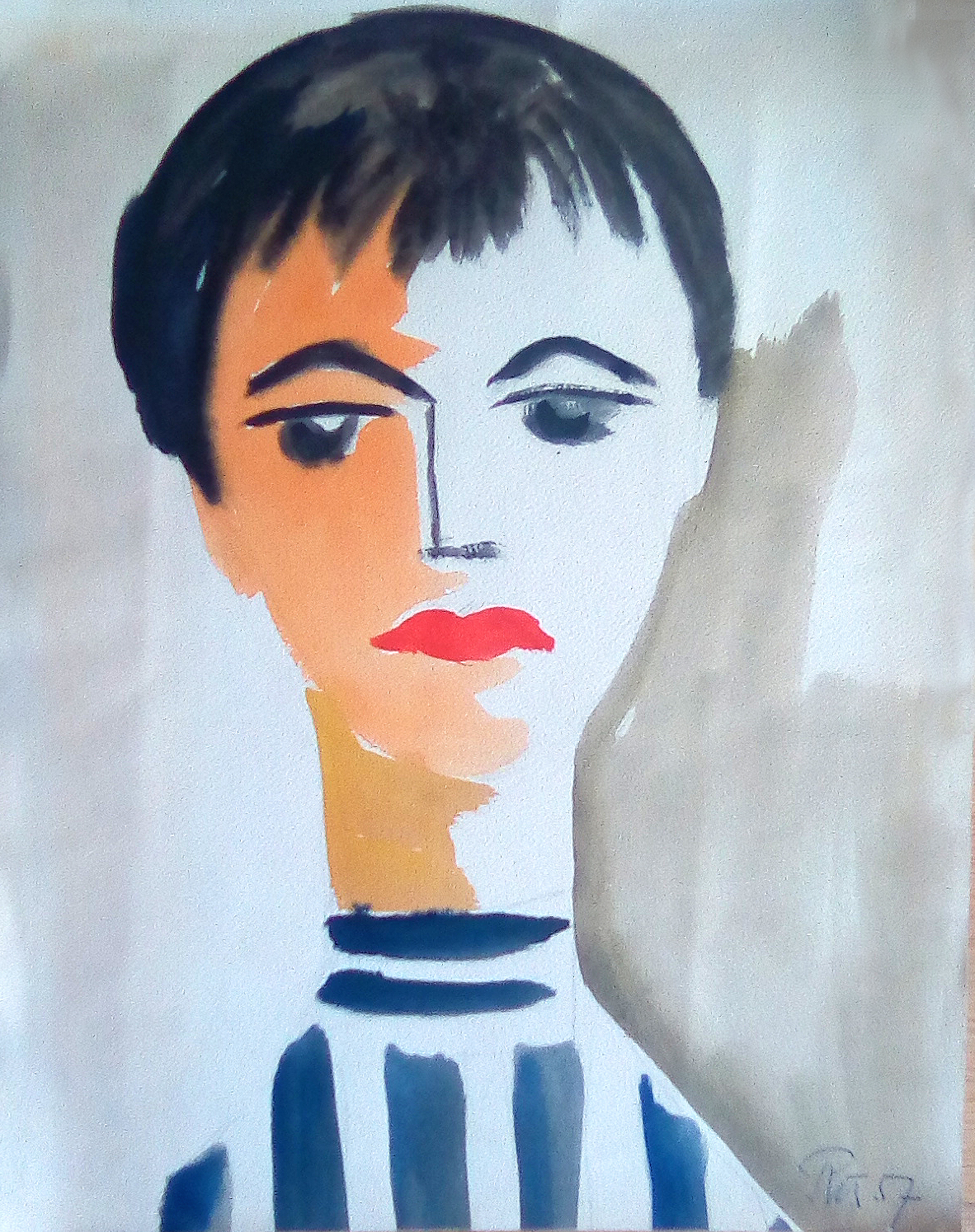
Porträt Brünni (Aquarell 1957)
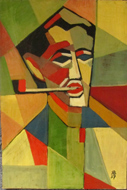
Selbstbildnis (Öl 1957)
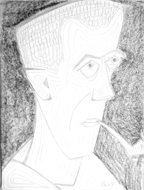
Selbstbildnis (Bleistift 1967)
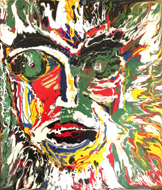
Feuerkopf (Lackfarben 1973?)
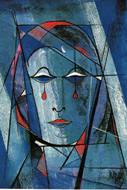
Harlekin (Acryl 1989)
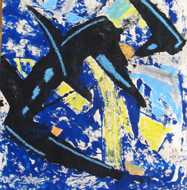
Gelb bricht durch (Acryl 1993)

## Filme
- Knabl, Anja: Im Porträt Richard Berger, Sendung des Regionalfernsehens, Regensburg 1983
- Schettl, Albert: Selbstbildnis – Die Entstehung eines Holzschnittes, Super-8-Film, Regensburg 1994